# 구마가와 철도 유노마에선
유노마에 선(일본어: 湯前線)은 일본 구마모토현 히토요시시 히토요시온센 역과 구마군 유노마에정 유노마에 역을 연결하는 총 연장 24.8km의 구마가와 철도의 노선이다.

## 사용 차량
- KT-500형 동차: 2014년 도입

## 역사
- 1924년 3월 30일: 유노마에 선으로 개통.
- 1987년 4월 1일: 민영화에 따라 규슈 여객철도(JR규슈) 유노마에 선이 되었다.
- 1989년 10월 1일: JR규슈 유노마에 선 폐지, 구마가와 철도에 이관.

## 역 목록
전 구간 구마모토 현에 위치한다.
| 역명           | 일어 역명    | 역간 거리 | 영업 거리 | 접속 노선               | 소재지     | 소재지     |
| -------------- | ------------ | --------- | --------- | ----------------------- | ---------- | ---------- |
| 히토요시온센   | 人吉温泉     | -         | 0.0       | 규슈 여객철도 히사쓰 선 | 히토요시시 | 히토요시시 |
| 사가라한간조지 | 相良藩願成寺 | 1.5       | 1.5       |                         | 히토요시시 | 히토요시시 |
| 가와무라       | 川村         | 2.9       | 4.4       | 구마군                  | 사가라촌   |            |
| 히고니시노무라 | 肥後西村     | 1.4       | 5.8       | 구마군                  | 니시키정   |            |
| 이치부         | 一武         | 3.4       | 9.2       | 구마군                  | 니시키정   |            |
| 기노에         | 木上         | 2.1       | 11.3      | 구마군                  | 니시키정   |            |
| 오카도메코후쿠 | おかどめ幸福 | 1.7       | 13.0      | 구마군                  | 아사기리정 |            |
| 아사기리       | あさぎり     | 2.0       | 15.0      | 구마군                  | 아사기리정 |            |
| 히가시멘다     | 東免田       | 2.4       | 17.4      | 구마군                  | 아사기리정 |            |
| 고리쓰뵤인마에 | 公立病院前   | 1.1       | 18.5      | 구마군                  | 다라기정   |            |
| 다라기         | 多良木       | 1.3       | 19.8      | 구마군                  | 다라기정   |            |
| 히가시타라기   | 東多良木     | 1.9       | 21.7      | 구마군                  | 다라기정   |            |
| 신쓰루바       | 新鶴羽       | 1.6       | 23.3      | 구마군                  | 다라기정   |            |
| 유노마에       | 湯前         | 1.5       | 24.8      | 구마군                  | 유노마에정 |            |

## 같이 보기
- 일본의 철도 회사 목록